# Palaeorhynchus
Palaeorhynchus  es un género extinto de peces de la familia Palaeorhynchidae.

## Descripción
Este pez, que podía llegar a medir hasta 1,5 m de longitud, contaba con un cuerpo alargado y bastante delgado, una columna vertebral formada por 50-60 vértebras. La aleta dorsal era bastante alta y muy alargada: comenzaba justo detrás del cráneo y terminaba justo antes de la cola. La aleta anal también era particularmente alargada, mientras que las aletas pectorales eran cortas y estaban ubicadas justo detrás de la cabeza. El cráneo estaba provisto de un rostro alargado, compuesto por un maxilar y una mandíbula particularmente largos y delgados. Las escamas se han conservado en algunos ejemplares: presentaban una forma de cicloide y cubrían todo el cuerpo, desde la cabeza hasta la placa hipural. La aleta caudal estaba notablemente bifurcada y el lóbulo inferior era más largo que el superior.